# Vuelta a España 2022/19. Etappe
Die 19. Etappe der Vuelta a España 2022 fand am 9. September 2022 statt und wurde auf einem Rundkurs um die Stadt Talavera de la Reina ausgetragen. Insgesamt standen 138,3 Kilometer auf dem Programm. Nach der Zielankunft hatten die Fahrer insgesamt 3003,3 Kilometer absolviert was 91,5 % der Gesamtdistanz der 77. Austragung des spanischen Etappenrennens entsprach.

## Streckenführung
Der Start der Etappe erfolgte im Zentrum von Talavera de la Reina. Nach wenigen Kilometern führte die Strecke auf den Rundkurs, der 65,8 lang war und zweimal absolviert werden musste. Auf jeder Runde stand mit dem Puerto del Piélago (1227 m) ein Anstieg der 2. Kategorie auf dem Programm, der auf einer Länge von 9,3 Kilometern eine durchschnittliche Steigung von 5,6 % aufwies. Die erste Überquerung fand nach 30,3 Kilometern statt, ehe 42,2 Kilometer vor dem Ziel die zweite und letzte Überfahrt erfolgte.
Nach dem Start in Talavera de la Reina ging es zunächst nach San Román de los Montes, wo in der zweiten Runde bei Kilometer 81,7 ein Zwischensprint ausgefahren wurde, bei dem auch Bonussekunden vergeben wurden. Auf der weiteren Fahrt Richtung Norden passierten die Fahrer Hinojosa de San Vicente und El Real de San Vicente, ehe es über den Puerto del Piélago ging. Nach der Abfahrt erreichten die Fahrer Navamorcuende. Von hier ging es weiter leicht abfallend zurück Richtung Süden. Vor dem Ziel in Talavera de la Reina wurden jedoch noch Marrupe und Cervera de los Montes durchfahren. Nach der zweiten Runde verließen die Fahrer den Rundkurs und legten die letzten acht Kilometer auf neuen Straßen zurück. Die Strecke führte nun zweimal über den Tajo, ehe die Etappe auf der ein Kilometer langen Zielgeraden der Avenida Real Fábrica de Sedas zu Ende ging.
|                            | Ort                                                  | Kilometer | Länge (km) | Höhe (m) | Ø Steigung |
| -------------------------- | ---------------------------------------------------- | --------- | ---------- | -------- | ---------- |
| Start                      | Talavera de la Reina                                 | 0         |            |          |            |
| Bergwertung (2. Kategorie) | Puerto del Piélago                                   | 030,3     | 9,3        | 1227     | 5,6 %      |
| Zwischensprint             | Hinojosa de San Vicente                              | 081,7     |            |          |            |
| Bonussprint                | Hinojosa de San Vicente                              | 081,7     |            |          |            |
| Bergwertung (2. Kategorie) | Puerto del Piélago                                   | 096,1     | 9,3        | 1227     | 5,6 %      |
| Ausfahrt Rundkurs          | Talavera de la Reina (Avenida Francisco Aguirre)     | 130,0     |            |          |            |
| Ziel                       | Talavera de la Reina (Avenida Real Fábrica de Sedas) | 138,3     |            |          |            |

## Rennverlauf und Ergebnisse
Vor dem Start der Etappe gab es eine Schweigeminute für die Britische Königin Elisabeth II. die tags zuvor verstorben war. Die britischen Fahrer sowie die gesamte Mannschaft der Ineos Grenadiers standen bei dieser in der ersten Reihe des Pelotons und hielten die Britische Flagge. Nach dem Start setzten sich nach mehreren Angriffen aus dem Hauptfeld Jonathan Caicedo (EF Education-EasyPost), Brandon McNulty (UAE Team Emirates) und Ander Okamika (Burgos-BH) vom Peloton ab. Weiters versuchten auch Lawson Craddock (BikeExchange-Jayco), sowie Chris Harper (Jumbo-Visma) und Mikel Bizkarra (Euskaltel-Euskadi) auf der ersten Passage des Puerto del Piélago (1227 m) zu der Spitzengruppe aufzuschließen, was ihnen jedoch nicht gelang. Das Spitzen-Trio überquerte die Kuppe des Anstieges mit einem Vorsprung von rund drei Minuten auf das Hauptfeld, wobei sich Brandon McNulty vor Ander Okamika und Jonathan Caicedo die meisten Punkte sicherte.
Auf der zweiten Runde begann der Vorsprung der Ausreißer zu schrumpfen, da das Team Trek-Segafredo das Tempo im Hauptfeld hochhielt, um einen möglichen Etappensieg von Mads Pedersen vorzubereiten. Im Zwischensprint, der rund 57 Kilometer vor dem Ziel in Hinojosa de San Vicente ausgefahren wurde, setzte sich Ander Okamika vor Jonathan Caicedo und Brandon McNulty durch. Die Punktewertung war jedoch rein rechnerisch bereits zu Gunsten von Mads Pedersen entschieden, der aufgrund seines großen Vorsprungs in dieser Sonderwertung nicht mehr einzuholen war. Auf der zweiten Auffahrt des Puerto del Piélago übernahm das Team Bahrain Victorious die Führungsarbeit und versuchte möglichst viele Sprinter abzuhängen um Fred Wright bessere Chancen im Zielsprint zu ermöglichen. Während Fahrer wie Tim Merlier (Alpecin-Deceuninck), Kaden Groves (BikeExchange-Jayco) und Pascal Ackermann (UAE Team Emirates) dem Tempo nicht folgen konnten, blieb Mads Pedersen jedoch ohne größere Probleme im Hauptfeld. 49 Kilometer vor dem Ziel wurde Brandon McNulty als letzter Ausreißer gestellt, ehe das dezimierte Hauptfeld geschlossen über die Kuppe des Anstieges fuhr. Richard Carapaz (Ineos Grenadiers) passierte die Bergwertung als erster und baute somit seine Führung im Kampf um das gepunktete Trikot weiter aus.
Auf den letzten 42 Kilometern kam es zu keinen Angriffen. Die Teams Trek-Segafredo und Movistar kontrollierten das Renngeschehen und so kam es zum Sprint in Talavera de la Reina. In diesem setzte sich Mads Pedersen nach guter Vorarbeit seiner Mannschaft vor Fred Wright und Gianni Vermeersch (Alpecin-Decuninck) durch. Für den Dänen war es bereits der dritte Etappensieg bei der Vuelta a España 2022. In der Gesamtwertung kam es zu keinen nennenswerten Veränderungen und alle 134 gestarteten Fahrer erreichten das Etappenziel.
| \| Etappenergebnis \| Etappenergebnis \| Etappenergebnis \| Etappenergebnis \| Etappenergebnis \| \| Fahrer \| Fahrer \| Land \| Team \| Zeit \| \| --------------- \| ------------------ \| ---------------------- \| --------------------- \| --------------- \| \| 1. \| Mads Pedersen \| Dänemark \| Trek-Segafredo \| 3 h 19 min 11 s \| \| 2. \| Fred Wright \| Vereinigtes Königreich \| Bahrain Victorious \| + 0 s \| \| 3. \| Gianni Vermeersch \| Belgien \| Alpecin-Deceuninck \| + 0 s \| \| 4. \| Ben Turner \| Vereinigtes Königreich \| Ineos Grenadiers \| + 0 s \| \| 5. \| Mike Teunissen \| Niederlande \| Jumbo-Visma \| + 0 s \| \| 6. \| Jonas Koch \| Deutschland \| Bora-Hansgrohe \| + 0 s \| \| 7. \| Omer Goldstein \| Israel \| Israel-Premier Tech \| + 0 s \| \| 8. \| Raúl García Pierna \| Spanien \| Equipo Kern Pharma \| + 0 s \| \| 9. \| Miguel Ángel López \| Kolumbien \| Astana Qazaqstan Team \| + 0 s \| \| 10. \| Dylan van Baarle \| Niederlande \| Ineos Grenadiers \| + 0 s \| |                    |                        |                       |                 |
| |                    |                        |                       |                 |
| Quelle: ProCyclingStats |                    |                        |                       |                 |
| Etappenergebnis |                    |                        |                       |                 |
| Fahrer | Fahrer             | Land                   | Team                  | Zeit            |
| 1. | Mads Pedersen      | Dänemark               | Trek-Segafredo        | 3 h 19 min 11 s |
| 2. | Fred Wright        | Vereinigtes Königreich | Bahrain Victorious    | + 0 s           |
| 3. | Gianni Vermeersch  | Belgien                | Alpecin-Deceuninck    | + 0 s           |
| 4. | Ben Turner         | Vereinigtes Königreich | Ineos Grenadiers      | + 0 s           |
| 5. | Mike Teunissen     | Niederlande            | Jumbo-Visma           | + 0 s           |
| 6. | Jonas Koch         | Deutschland            | Bora-Hansgrohe        | + 0 s           |
| 7. | Omer Goldstein     | Israel                 | Israel-Premier Tech   | + 0 s           |
| 8. | Raúl García Pierna | Spanien                | Equipo Kern Pharma    | + 0 s           |
| 9. | Miguel Ángel López | Kolumbien              | Astana Qazaqstan Team | + 0 s           |
| 10. | Dylan van Baarle   | Niederlande            | Ineos Grenadiers      | + 0 s           |

## Gesamtstände
| \| Gesamtwertung \| Gesamtwertung \| Gesamtwertung \| Gesamtwertung \| Gesamtwertung \| \| Fahrer \| Fahrer \| Land \| Team \| Zeit \| \| ------------- \| ------------------ \| ------------- \| ---------------------- \| ---------------- \| \| 1. \| Remco Evenepoel \| Belgien \| Quick-Step Alpha Vinyl \| 73 h 18 min 23 s \| \| 2. \| Enric Mas \| Spanien \| Movistar Team \| + 2 min 07 s \| \| 3. \| Juan Ayuso \| Spanien \| UAE Team Emirates \| + 5 min 14 s \| \| 4. \| Miguel Ángel López \| Kolumbien \| Astana Qazaqstan Team \| + 5 min 56 s \| \| 5. \| Carlos Rodríguez \| Spanien \| Ineos Grenadiers \| + 6 min 49 s \| \| 6. \| João Almeida \| Portugal \| UAE Team Emirates \| + 7 min 14 s \| \| 7. \| Thymen Arensman \| Niederlande \| Team DSM \| + 8 min 09 s \| \| 8. \| Ben O’Connor \| Australien \| AG2R Citroën Team \| + 9 min 37 s \| \| 9. \| Rigoberto Urán \| Kolumbien \| EF Education-EasyPost \| + 9 min 56 s \| \| 10. \| Jai Hindley \| Australien \| Bora-Hansgrohe \| + 12 min 03 s \| |                    |             |                        |                  |
| |                    |             |                        |                  |
| Quelle: ProCyclingStats |                    |             |                        |                  |
| Gesamtwertung |                    |             |                        |                  |
| Fahrer | Fahrer             | Land        | Team                   | Zeit             |
| 1. | Remco Evenepoel    | Belgien     | Quick-Step Alpha Vinyl | 73 h 18 min 23 s |
| 2. | Enric Mas          | Spanien     | Movistar Team          | + 2 min 07 s     |
| 3. | Juan Ayuso         | Spanien     | UAE Team Emirates      | + 5 min 14 s     |
| 4. | Miguel Ángel López | Kolumbien   | Astana Qazaqstan Team  | + 5 min 56 s     |
| 5. | Carlos Rodríguez   | Spanien     | Ineos Grenadiers       | + 6 min 49 s     |
| 6. | João Almeida       | Portugal    | UAE Team Emirates      | + 7 min 14 s     |
| 7. | Thymen Arensman    | Niederlande | Team DSM               | + 8 min 09 s     |
| 8. | Ben O’Connor       | Australien  | AG2R Citroën Team      | + 9 min 37 s     |
| 9. | Rigoberto Urán     | Kolumbien   | EF Education-EasyPost  | + 9 min 56 s     |
| 10. | Jai Hindley        | Australien  | Bora-Hansgrohe         | + 12 min 03 s    |

| Punktewertung | Punktewertung    | Punktewertung          | Punktewertung          | Punktewertung |
| Fahrer        | Fahrer           | Land                   | Team                   | Punkte        |
| ------------- | ---------------- | ---------------------- | ---------------------- | ------------- |
| 1.            | Mads Pedersen    | Dänemark               | Trek-Segafredo         | 379 P.        |
| 2.            | Fred Wright      | Vereinigtes Königreich | Bahrain Victorious     | 174 P.        |
| 3.            | Marc Soler       | Spanien                | UAE Team Emirates      | 133 P.        |
| 4.            | Remco Evenepoel  | Belgien                | Quick-Step Alpha Vinyl | 123 P.        |
| 5.            | Enric Mas        | Spanien                | Movistar Team          | 107 P.        |
| 6.            | Danny van Poppel | Niederlande            | Bora-Hansgrohe         | 92 P.         |
| 7.            | Pascal Ackermann | Deutschland            | UAE Team Emirates      | 86 P.         |
| 8.            | Ander Okamika    | Spanien                | Burgos-BH              | 67 P.         |
| 9.            | Lawson Craddock  | Vereinigte Staaten     | BikeExchange-Jayco     | 64 P.         |
| 10.           | Jesús Herrada    | Spanien                | Cofidis                | 62 P.         |

| Bergwertung | Bergwertung        | Bergwertung | Bergwertung            | Bergwertung |
| Fahrer      | Fahrer             | Land        | Team                   | Punkte      |
| ----------- | ------------------ | ----------- | ---------------------- | ----------- |
| 1.          | Richard Carapaz    | Ecuador     | Ineos Grenadiers       | 50 P.       |
| 2.          | Enric Mas          | Spanien     | Movistar Team          | 26 P.       |
| 3.          | Thymen Arensman    | Niederlande | Team DSM               | 23 P.       |
| 4.          | Robert Stannard    | Australien  | Alpecin-Deceuninck     | 21 P.       |
| 5.          | Marc Soler         | Spanien     | UAE Team Emirates      | 20 P.       |
| 6.          | Remco Evenepoel    | Belgien     | Quick-Step Alpha Vinyl | 19 P.       |
| 7.          | Jimmy Janssens     | Belgien     | Alpecin-Deceuninck     | 17 P.       |
| 8.          | Miguel Ángel López | Kolumbien   | Astana Qazaqstan Team  | 16 P.       |
| 9.          | Thibaut Pinot      | Frankreich  | Groupama-FDJ           | 13 P.       |
| 10.         | Jesús Herrada      | Spanien     | Cofidis                | 11 P.       |

| Nachwuchswertung | Nachwuchswertung    | Nachwuchswertung | Nachwuchswertung       | Nachwuchswertung  |
| Fahrer           | Fahrer              | Land             | Team                   | Zeit              |
| ---------------- | ------------------- | ---------------- | ---------------------- | ----------------- |
| 1.               | Remco Evenepoel     | Belgien          | Quick-Step Alpha Vinyl | 73 h 18 min 23 s  |
| 2.               | Juan Ayuso          | Spanien          | UAE Team Emirates      | + 5 min 14 s      |
| 3.               | Carlos Rodríguez    | Spanien          | Ineos Grenadiers       | + 6 min 49 s      |
| 4.               | João Almeida        | Portugal         | UAE Team Emirates      | + 7 min 14 s      |
| 5.               | Thymen Arensman     | Niederlande      | Team DSM               | + 8 min 09 s      |
| 6.               | Gino Mäder          | Schweiz          | Bahrain Victorious     | + 47 min 19 s     |
| 7.               | José Félix Parra    | Spanien          | Equipo Kern Pharma     | + 53 min 51 s     |
| 8.               | Sergio Higuita      | Kolumbien        | Bora-Hansgrohe         | + 1 h 00 min 36 s |
| 9.               | Clément Champoussin | Frankreich       | AG2R Citroën Team      | + 1 h 16 min 41 s |
| 10.              | Edoardo Zambanini   | Italien          | Bahrain Victorious     | + 1 h 19 min 50 s |

| Mannschaftswertung | Mannschaftswertung                 | Mannschaftswertung           | Mannschaftswertung |
| Team               | Team                               | Land                         | Zeit               |
| ------------------ | ---------------------------------- | ---------------------------- | ------------------ |
| 1.                 | UAE Team Emirates                  | Vereinigte Arabische Emirate | 219 h 08 min 58 s  |
| 2.                 | Ineos Grenadiers                   | Vereinigtes Königreich       | + 48 min 53 s      |
| 3.                 | Bahrain Victorious                 | Bahrain                      | + 1 h 11 min 54 s  |
| 4.                 | Movistar Team                      | Spanien                      | + 1 h 13 min 20 s  |
| 5.                 | Bora-Hansgrohe                     | Deutschland                  | + 1 h 22 min 24 s  |
| 6.                 | Astana Qazaqstan Team              | Kasachstan                   | + 1 h 27 min 21 s  |
| 7.                 | Jumbo-Visma                        | Niederlande                  | + 2 h 35 min 05 s  |
| 8.                 | EF Education-EasyPost              | Vereinigte Staaten           | + 2 h 01 min 12 s  |
| 9.                 | Intermarché-Wanty-Gobert Matériaux | Belgien                      | + 2 h 08 min 06 s  |
| 10.                | Groupama-FDJ                       | Frankreich                   | + 2 h 18 min 02 s  |